# Czakó Gyula
Czakó Gyula (Budapest, 1881. augusztus 11. – Budapest, 1919. július 30.) színész, rendező.

## Pályafutása
Czakó Ilona törvénytelen fiaként született, keresztapja Verhovay Gyula országgyűlési képviselő, keresztanyja Szohner Antalné Rédly Franciska. A színiakadémia elvégzése után 1901. szeptember havában kezdte meg színpadi működését, Makó Lajosnál, a Fővárosi Nyári Színkörben. Ezt követően állomásai 1901–02-ben Temesvár, 1903–1905 között Szeged, 1905-08-ban Kecskemét, 1908–1910 között Miklósy Gábor társulata, 1910–11-ben Győrött, 1911–13-ban Nyitra, 1913–14-ben Debrecenben, majd 1915–16-ban újból Temesvár voltak. 1916. szeptember havában a Király Színház szerződtette rendezői minőségben, itt egészen haláláig működött. Epizódszerepeket formált meg. Halálát tüdővész okozta.
1904. június 11-én Szegeden feleségül vette Miklóssy Margit színésznőt.

## Fontosabb szerepei
- Csató (Molnár F.: Doktor úr)
- Duzzog (Vörösmarty Mihály: Csongor és Tünde)
- Cunningham (Jones: Gésák)

## Főbb rendezései
- Kálmán Imre: A csárdáskirálynő
- Fall: Sztambul rózsája
- Lehár Ferenc: A pacsirta
- Szirmai A.: Gróf Rinaldó